# Улрих II фон Раполтщайн
Улрих II фон Раполтщайн (на немски: Ulrich II von Rappoltstein; † 11 април 1283) от швабския знатен род Урзлинген/Урслинген, е господар на Раполтщайн (днес Рибовил, на френски: Ribeauvillé) в Елзас.

## Произход
Той е син на Улрих I фон Раполтщайн († 1267) и първата му съпруга с неизвестно име или на втората му съпруга Рихенца фон Нойенбург († сл. 1267), дъщеря на граф Рудолф I фон Нойенбург-Нидау († 1258) и Рихенца († 1267). Внук е на Егенолф I фон Раполтщайн († ок. 1221) и правнук на Улрих фон Урзлинген († сл. 1193) и Гута фон Страсбург. Брат е на граф Хайнрих II фон Раполтщайн († сл. 1275) и на Елизабет фон Раполтщайн (* сл. 1258), омъжена за Валтер фон Хюнебург († сл. 1288).

## Фамилия
Улрих II фон Раполтщайн се жени за Рихенца фон Ньошател. Те имат децата:
- Йохан фон Раполтщайн († 1268)
- Гертруд фон Раполтщайн († сл. 1281), омъжена за Лудвиг фон Пфирт, господар на Флоримонт († 1281)
- Берта фон Раполтщайн († сл. 1302), омъжена 1269 г. за Хайнрих II Зигеберт Постумус, ландграф на Елзас, граф фон Верд (* 1239; † 13 февруари 1278)
- Вероника фон Раполтщайн, омъжена за Хуго фон Монфорт († 1309)